# سوندار پیچای
پیچای سونداراراجان (به انگلیسی: Pichai Sundararajan) معروف به سوندار پیچای (به انگلیسی: Sundar Pichai) (‎/ˈsʊndɑːr pɪˈtʃaɪ/‎) مهندس و مدیر اجرایی هندی تبار در حوزه فناوری اطلاعات است که از دهم اوت ۲۰۱۵ به عنوان مدیر عامل اجرایی گوگل انتخاب شد. وی بعد از گذشت چهار سال در روز چهارم دسامبر ۲۰۱۹ پس از کناره‌گیری لری پیج با حفظ سمت به عنوان مدیرعامل اجرایی آلفابت برگزیده شد.

## زندگینامه و تحصیلات
پیچای سونداراراجان در ۱۲ ژوئیهٔ ۱۹۷۲ در شهر چنای در ایالت تامیل نادو در جنوب هند متولد شد. او به همراه پدر، مادر و برادر کوچکترش در یک آپارتمان دو اتاق‌خوابه زندگی می‌کرد. خانوادهٔ وی تلویزیون و ماشین نداشتند و برای رفت‌وآمد یا به‌طور جمعی از موتور اسکوتر یا از وسائل حمل و نقل عمومی استفاده می‌کردند.
مادرش پیش از به دنیا آمدن فرزندانش تندنویس و پدرش مهندس برق بود که برای یک شرکت خوشه‌ای انگلیسی به نام «شرکت جنرال الکتریک» که با جنرال الکتریک آمریکا متفاوت است کار می‌کرد و یک کارخانه سازندهٔ قطعات الکترونیکی را اداره می‌نمود. این پدرش بود که با تعریف کردن از اتفاقات روزانه از محل کار و نیز مشکلات کاری خود او را با فناوری آشنا کرد. اما شگفتی‌های فناوری زمانی پیچای را به خود جذب کردند که خانواده‌اش برای اولین بار صاحب تلفن شد. او در این هنگام فقط ۱۲ سال داشت و متوجه شد که می‌تواند همهٔ شماره‌هایی را که گرفته، به راحتی به یاد بیاورد، ولی نمی‌دانست که این توانایی دقیقاً چه کاربردی خواهد داشت.
پیچای مدرک کارشناسی خود را در مهندسی متالورژی از مؤسسه فناوری هند کاراگپور دریافت کرد و موفق به دریافت بورس تحصیلی از دانشگاه استنفورد شد. پدرش برای پرداخت مخارج سفر تحصیلی پیچای به آمریکا تقاضای وام نمود که وقتی این تقاضا رد شد، مخارج این سفر را از پس‌انداز خانواده پرداخت کرد. هزینهٔ این سفر بیش از حقوق یک سال کار وی بود. پیچای همچنین مدرک کارشناسی ارشد خود را در رشته علم مواد از دانشگاه استنفورد و مدرک مدیریت ارشد کسب و کار (ام‌بی‌ای) خود را از مدرسه وارتون دانشگاه پنسیلوانیا دریافت نمود.

## سابقه مدیریتی
پیچای همچنین سابقه کار در مؤسسه مکنزی و شرکا را نیز داشته است. او در سال ۲۰۰۴ به گوگل پیوست و به عنوان مدیر محصول، مدیر تیم نوآوری پروژه گوگل کروم مشغول به کار شد. علاوه بر این ساندار پیچای در پروژه‌هایی چون نوار ابزار گوگل، جستجو داخل صفحه سیستم عامل، بسته گوگل، وسیله کاربردی، افزونه فایرفاکس، و اپلیکیشن‌های جی میل و نقشه گوگل نیز دارای نقش کلیدی بوده است.
در سال ۲۰۱۱ توئیتر قصد استخدام او را داشت، که گوگل با پیشنهادی به ارزش ۵۰ میلیون دلار وی را از رفتن به توئیتر منصرف نمود.

## مدیر عامل اجرایی گوگل
در دهم اوت ۲۰۱۵ با تأسیس شرکت مادر آلفابت توسط لری پیج و سرگئی برین و تغییر ساختار شرکت گوگل، ساندار پیچای به عنوان مدیر عامل اجرایی گوگل و جانشین لری پیج برگزیده شد.

## مدیرعامل اجرایی آلفابت
در چهارم دسامبر ۲۰۱۹ پس از کناره‌گیری همزمان لری پیج و سرگئی برین، ساندار پیچای با حفظ سمت قبلی، مدیر عامل اجرایی آلفابت شد.

## افتخارات و موفقیت‌ها
مدیرعامل سابق شرکت گوگل لری پیج در وبلاگ خود در مورد ساندار پیچای گفت: سوندار در تولید محصول خلاقانه بسیار مستعد است، او محصولاتی را تولید کرده که از نظر فنی عملکردی مثال زدنی دارد. به عنوان مثال در سال ۲۰۰۸ کاربران اینترنت در جستجوی یک مرورگر با سرعت و امنیت بیشتر بودند که در عین حال سادگی خود را نیز داشته باشد؛ که به همت ساندار پیچای تولید گردید. امروز چند صد میلیون نفر از این مرورگر استفاده می‌کنند.
به همین دلیل شاید انتخاب وی به عنوان مدیر عامل، زیاد هم دور از ذهن نبود. شبیه به اتفاقی که در شرکت اپل اتفاق افتاد و تیم کوک به سمت مدیرعاملی شرکت بعد از استیو جابز نایل گردید.
همچنین هنگامی که شرکت مایکروسافت به دنبال جانشین برای استیو بالمر بود، ساندار پیچای به عنوان یکی از گزینه‌های مدیریت شرکت مایکروسافت به حساب می‌آمد.